# Cité de l'architecture et du patrimoine
La Cité de l'architecture et du patrimoine è un museo di architettura situato nell'ala "Paris" del palazzo Chaillot in piazza del Trocadero, a Parigi. Con i suoi 22.000 metri quadrati, è il più esteso centro di architettura del mondo.

## Finalità
La Cité, presieduta da Guy Amsellem, è un EPIC - acronimo francese per "stabilimento pubblico a carattere industriale e commerciale" - posto sotto la tutela del Ministero della cultura e della comunicazione francese. Si pone come scopo la promozione dell'architettura francese in patria ed all'estero e di far scoprire ai visitatori le opere più emblematiche del patrimonio architettonico francese, passate e contemporanee.

## Storia
La Cité de l'architecture et du patrimoine è il risultato della fusione di tre precedenti istituzioni, divenute ora tre dipartimenti:
- il Musée national des Monuments Français - originariamente "Museo di scultura comparata", fondato nel 1879 da Viollet-le-Duc - la collezione comprende modelli architettonici in scala, calchi, affreschi e vetrate rappresentanti capolavori della storia architettonica francese;
- l'École de Chaillot, che forma da più di un secolo architetti già laureati per i concorsi e le carriere di Architetto-capo per i Monumenti storici (ACMH) e Architetto-urbanista di stato (AUE - Sezione patrimonio);
- l'Institut français d'architecture (IFA), organismo fondato nel 1981 per assicurare la promozione dell'architettura contemporanea francese.

La creazione di quest'istituto venne propugnata a partire dal 1998 da Jean-Louis Cohen. A tale scopo venne incaricato François de Mazières nel 2004. Si dovette attendere infine il 17 settembre 2007 per assistere all'inaugurazione ufficiale. Nell'ottobre 2009 de Mazières venne riconfermato alla presidenza, mentre il suo successore, Guy Amsellem, entrò in carica a fine 2012.
Per il proprio funzionamento, la Cité integra risorse pubbliche e finanziamenti da privati, tra cui spiccano Bouygues Immobilier (Promozione immobiliare), il Groupe Moniteur (Stampa specializzata), Vitra (Arredamento).
La Cité de l'architecture è inoltre stata il presupposto per la creazione dell'Observatoire de la ville (Osservatorio della città), che si pone come obiettivo quello di "apportare ai numerosi attori del settore (abitanti, promotori, politici, architetti, urbanisti..) un luogo d'informazione, di riflessione in prospettiva futura e di scambi, al fine di creare le circostanze favorevoli al dibattito, per immaginare soluzione innovative e per proporre delle applicazioni concrete agli attori della città di domani"..